# Joaquim Gilberto da Silva
Joaquim Gilberto da Silva, mais conhecido como Joaquinzinho (Pelotas, 31 de dezembro de 1934 - Pelotas, 20 de julho de 2007) foi um futebolista brasileiro, que atuava como meia-atacante.

## Carreira
Aos 16 anos de idade, Joaquinzinho, como era carinhosamente chamado, já atuava nas divisões inferiores do Brasil de Pelotas, destacando-se como uma grande promessa. Em 1954 já era uma radiosa realidade, tornando-se titular absoluto no time treinado por Galego. Em 1957, foi negociado com o Internacional. Teve o azar de pegar o Colorado em crise. O Grêmio acumulava títulos, enquanto o Inter formava um time por temporada. Os atletas vitoriosos do Pan-Americano, ou haviam sido negociados, ou decaiam de produção, dando mostras que os anos haviam chegado.
Do Inter, Joaquinzinho foi para São Paulo, atuando pelo Corinthians de 1959 ao final de 1961. Em dois anos teve oito técnicos e inúmeros companheiros, situação típica de um clube do povo sem ganhar títulos há muito tempo. Também não deu certo.
Logo foi para o Juventus. No Moleque Travesso, fez uma excelente temporada, jogando ao lado de Luizinho Pequeno Polegar, e chegou até a defender a Seleção Brasileira num amistoso contra o Paraguai em 1963 (sendo o último jogador do clube mooquense a conseguir tal feito). Logo depois, foi contratado pelo Fluminense.
No tricolor carioca, finalmente encontrou as condições de voltar a apresentar o seu grande futebol dos tempos do Xavante, permanecendo no clube carioca de 1963 a 1966. Em 1964 conquistou o Campeonato Carioca e em 1966 a Taça Guanabara, então um campeonato à parte do Campeonato Carioca. Na grande campanha de 1964, Joaquinzinho foi titular absoluto e era um dos ídolos da Torcida Tricolor.
Posteriormente, voltou para o futebol paulista, desta vez aventurando-se pelos clubes do interior. Primeiro para Campinas, onde defendeu a Ponte Preta, e depois para Piracicaba, jogando no XV de Novembro.
Em 1968 retornou a sua cidade natal para defender o grande rival de seu clube de origem, o Esporte Clube Pelotas, onde encerrou sua carreira.
Joaquinzinho considerava que os melhores técnicos que o orientaram foram Tim, Sylvio Pirillo, Martim Francisco e Fleitas Solich.
Foi um atleta polivalente, atuando nas cinco posições mais ofensivas das equipes pelas quais passou. Preferia atuar como meia-esquerda. Dono de um chute forte e certeiro, marcou inúmeros gols. Declarava que todos foram importantes, não dando destaque especial para nenhum.
Desde garoto, nunca foi de ir a campo de futebol para assistir os outros atuarem. Sempre gostou mais de jogar.

## A famosa troca de Joaquinzinho por Pelé
Quando o Santos excursionava pelo interior gaúcho, o garoto Pelé, então com 16 anos, e que aos poucos ia se firmando na equipe titular do Peixe, foi sondado, sem saber, por dirigentes do Brasil de Pelotas, os quais ficaram impressionados com o talento mostrado pelo jovem de canelas finas e corpo franzino, na partida disputada no dia 22 de março de 1957, no empate do Santos diante da equipe Xavante.
Essa sondagem deu-se no saguão do Grande Hotel de Pelotas, quando o presidente do Brasil, Carlos Russomano, ouviu do técnico Luis Alonso Peres|Lula o pedido de liberação do atacante Joaquinzinho, o grande destaque daquele time.
O presidente Russomano respondeu que só liberaria o atleta caso o Santos pagasse CR$ 400 mil e cedesse também aquele "negrinho rápido" que Lula havia colocado em campo no segundo tempo. Lula então disse que não haveria negócio, pois aquele menino era uma jóia a ser lapidada, e que o clube santista não tinha interesse em se desfazer do jovem craque, pondo fim à conversa.

## Morte
Joaquinzinho faleceu em sua cidade natal no dia 20 de julho de 2007, aos 73 anos, vítima de uma isquemia.